# Dominic Tang Yee-ming
Dominic Tang Yee-ming (Hong Kong, 13 maggio 1908 – Stamford, 27 giugno 1995) è stato un arcivescovo cattolico cinese.

## Biografia
Dominic Tang Yee-ming nacque a Hong Kong il 13 maggio 1908 in una famiglia cattolica.

### Formazione e ministero sacerdotale
Nell'agosto del 1930 entrò nel noviziato della Compagnia di Gesù in Spagna. Tornato in Cina, studiò teologia a Shanghai.
Il 31 maggio 1941 fu ordinato presbitero. In seguito fu parroco di diverse parrocchie e preside di una scuola elementare. Seguì le attività di assistenza sociale nella provincia ecclesiastica di Guangzhou.
Negli anni '40 Tang insegnava inglese alla scuola superiore dei gesuiti a Shanghai. L'allora padre Ignazio Kung Pin-mei, era preside e insegnante di latino. Tang era molto orgoglioso del fatto che, seppur sacerdote diocesano, padre Kung fosse stato nominato preside di due importanti scuole gesuite. Il futuro arcivescovo fece tesoro dei ricordi dei molti fine settimana che trascorreva con Kung, andando in bicicletta nelle parrocchie per confessare i fedeli e svolgere altri servizi.

### Ministero episcopale
Il 1º ottobre 1950 papa Pio XII lo nominò amministratore apostolico di Guangzhou e vescovo titolare di Elatea. Fu il primo vescovo cinese di quella sede. Ricevette l'ordinazione episcopale il 13 febbraio successivo dal vescovo di Beihai Gustave-Joseph Deswazières. Quest'ultimo di lui disse: "Accettando la nomina della Santa Sede in questi tempi difficili, il nuovo vescovo mostrava obbedienza assoluta e spirito di sacrificio".
Il 5 febbraio 1958 fu arrestato dalle autorità comuniste. Fu accusato di essere "il cane da corsa più fedele del Vaticano reazionario". Rimase carcerato in prigione e nei laogai per 22 anni perché si rifiutava di rompere la comunione con il papa, come gli aveva ordinato il governo, e di aderire all'Associazione patriottica cattolica cinese. Secondo le sue memorie, gli anni di carcere consistettero in lunghi periodi di interrogatori, 7 anni di isolamento, fame intensa permanente e malnutrizione. Non gli era permesso ricevere lettere e non gli furono dati vestiti o effetti personali di base. Dopo aver consumato il suo unico paio di scarpe camminò a piedi nudi per i restanti 22 anni.
Fu scarcerato improvvisamente nel 1981 a causa di cancro in via di sviluppo. Gli fu concesso di lasciare il paese per essere sottoposto a un intervento chirurgico a Hong Kong.
Monsignor Tang non fu mai processato e non fu mai condannato per alcun crimine. Dopo il suo rilascio, non dimostrò mai amarezza per i 22 anni di prigione, anche se il governo cinese non si scusò mai.
Il 26 maggio 1981 papa Giovanni Paolo II lo nominò arcivescovo metropolita di Guangzhou. Tale provvedimento venne subito respinto dal governo cinese. Non poté mai amministrare la sua diocesi e rimase in esilio fino alla morte. Vivendo in esilio a Hong Kong, l'arcivescovo Tang poté viaggiare molto negli ultimi tredici anni, continuando il suo apostolato visitando i cattolici cinesi e molti prelati in Giappone, Sud-est asiatico, Australia, Europa, Stati Uniti d'America e Canada. Come instancabile sostenitore della Chiesa sotterranea disse: "Il cardinale Kung ed io siamo gli unici due vescovi della Cina comunista che vivono nel mondo libero. Il cardinale ha sette anni più di me. Non può viaggiare facilmente. Devo fare il viaggio per entrambi, per riportare la vera situazione del Chiesa perseguitata al mondo libero".
Nel 1987 pubblicò il suo libro How inscrutable his ways!. In esso riassunse i suoi atteggiamenti durante la detenzione: "In prigione, ho sempre chiesto a Dio di concedermi la grazia di progredire nelle virtù. Ad esempio l'umiltà e l'obbedienza. [....] Ho obbedito solo alle regole che non erano in conflitto con i principi della mia fede. Volevo essere gentile con gli altri e resistere ai maltrattamenti; quando camminavo e venivo controllato non mi lamentavo. Ci sono molte opportunità per praticare le virtù in prigione". Scrisse anche: "Quando ero seminarista, imparai a fare la volontà di Dio. La volontà di Dio mi richiedeva di praticare la virtù in prigione. Questo era l'amore di Dio per me".
Nel gennaio del 1995 l'arcivescovo Tang si ammalò di polmonite a San Francisco. Dopo un mese di ricovero, trascorse un periodo di convalescenza presso la St. Ann's Home delle Piccole sorelle dei poveri. Insistette molto per essere presente alle celebrazione per i 65 anni di sacerdozio, 45 di episcopato e 15 di cardinalato del caro amico Ignazio Kung Pin-mei. L'arcivescovo disse: "Questo non è solo un giorno gioioso per Sua Eminenza, è un giorno molto significativo per l'intera Chiesa fedele in Cina. Devo essere lì con sua eminenza". Suor Lorraine, che in quei giorni lo assisteva, disse: "Sua Grazia ha lavorato molto duramente per migliorare la sua salute per convincere i suoi medici che era idoneo a viaggiare. Era così eccitato che la sua salute è migliorata in modo significativo a maggio". La comunità dei gesuiti inviò un assistente e un'infermiera per accompagnarlo.
Giunse a Stamford, Connecticut, il 25 maggio per partecipare ai festeggiamenti e trascorse quattro giorni molto sereni con il cardinale. Era molto felice di vedere molti vecchi amici da Canada, Taiwan e da diverse parti degli Stati Uniti d'America.
La mattina del giorno in cui era programmata la sua partenza, l'arcivescovo si ammalò di nuovo di una polmonite che alla fine si rivelò fatale. Subito dopo il suo ricovero in terapia intensiva, il medico, alla presenza dell'infermiere supervisore e di un'altra infermiera, gli chiese se avesse voluto un respiratore se un giorno la sua respirazione fosse diventata difficoltosa. La sua risposta fu semplice e diretta. "Sì, certo. Ho aspettato in prigione 22 anni. Posso aspettare ancora un po'". Due settimane dopo, la sua respirazione iniziò a divenire più difficoltosa.
Il cardinale Ignazio Kung Pin-mei lo visitava spesso. Quaranta minuti prima della morte dell'arcivescovo, il cardinale entrò nella sua stanza. In piedi a capo del suo letto, con le lacrime agli occhi, egli salutò il suo amico, dandogli la benedizione finale. Erano presenti due nipoti dell'arcivescovo, un'infermiera, e una coppia di amici. L'arcivescovo non rispondeva da un paio di giorni. Morì poco dopo. Aveva 87 anni. Durante la sua malattia in terapia intensiva, vecchi amici, sacerdoti e religiose, comprese le Piccole sorelle dei poveri, superiori delle comunità gesuite di tutti gli Stati Uniti lo visitarono e pregarono al suo fianco. Il telefono dell'ospedale era sempre occupato dagli auguri e dalle preghiere dei suoi amici.
Le esequie si tennero in una chiesa del Queens, New York, il 1º luglio 1995 e furono presiedute dal cardinale Ignazio Kung Pin-mei. Lo stesso giorno monsignor John Raphael Quinn celebrò un'altra messa di esequie a San Francisco alla presenza di altri due vescovi e di circa 80 sacerdoti. Altre messe in suo suffragio furono celebrate a Taiwan, Hong Kong, Macao e in varie chiese clandestine in Cina. Fu sepolto nella missione di Santa Chiara d'Assisi a Santa Clara, in California.

## Opere
- Dominic Tang Yee-ming, How Inscrutable His Ways! St. Aidan Press, 1987.

## Genealogia episcopale e successione apostolica
La genealogia episcopale è:
- Arcivescovo François de Bovet
- Vescovo Jacques-Léonard Pérocheau, M.E.P.
- Vescovo Annet-Théophile Pinchon, M.E.P.
- Vescovo Félix Biet, M.E.P.
- Vescovo Célestin-Félix-Joseph Chouvellon, M.E.P.
- Arcivescovo Jean-Baptiste-Marie Budes de Guébriant, M.E.P.
- Vescovo Gustave-Joseph Deswazières, M.E.P.
- Arcivescovo Dominic Tang Yee-ming (Deng Yiming), S.I.

La successione apostolica è:
- Vescovo Andrew Tsien Chih-ch’un (Tsien Zhichun) (1992)